# Alpes Maritimae
Alpes Maritimae var en provins i Romerriget, en af tre små provinser, der lå i Alperne, mellem det moderne Frankrig og Italien.
Grundlagt i år 14 e.v.t af kejser Augustus, dens hovedstad var Cemenelum, nu Cimiez, en del af byen Nice i Frankrig.
| Historie | Spire Denne historieartikel er en spire som bør udbygges. Du er velkommen til at hjælpe Wikipedia ved at udvide den. |

44°34′20″N 6°29′37″Ø / 44.57236°N 6.49358°Ø